# Ptilichthys goodei
Famille
Genre
Espèce
Ptilichthys goodei est une espèce de poissons de l'ordre des Perciformes. Il est l'unique représentant de la famille des Ptilichthyidae et seul de son genre Ptilichthys. Il est présent dans l'océan Pacifique nord.